# اولئانا
اولئانا (انگلیسی: Oleanna) یک نمایشنامه آمریکایی اثر دیوید ممت است. این نمایشنامهٔ دربارهٔ چالش قدرت میان یک استاد دانشگاه و یکی از شاگردان دختر است که وی را به آزار جنسی متهم می‌کند و بدین ترتیب، شانس وی برای رسیدن به درجهٔ استاد ممتازی کم می‌شود. عنوان نمایشنامه برگرفته از یک ترانهٔ فولکلور نروژی است که به دیدگاه واقعیت‌گریزی از آرمان‌شهر در قرن نوزدهم اشاره دارد.
اولئانا نخستین بار در ماه مه ۱۹۹۲ در کمبریج، ماساچوست در ایالات متحده آمریکا به روی صحنه رفت و نقش‌های اصلی را ویلیام اچ میسی و ربکا پیدگئون ایفا نمودند.
این نمایش در لندن به کارگردانی هارولد پینتر نیز در سال ۱۹۹۳ به روی صحنه رفت که بازیگران آن دیوید سوشی و لیا ویلیامز بودند.